# Lynn Bari
Pour les articles homonymes, voir Bari (homonymie).
Lynn Bari, de son vrai nom Margaret Schuyler Fisher, est une actrice américaine, née le 18 décembre 1913 à Roanoke (Virginie) et morte le 20 novembre 1989, à Santa Barbara (Californie).

## Biographie
Fille de John Maynard Fisher et de son épouse Marjorie Halpenk, elle a un frère plus jeune d'un an. À la mort de son père en 1920, sa mère déménage avec ses enfants en Virginie où Lynn grandit. Sa mère se remarie avec le révérend Robert Bitzer, ministre du mouvement Science religieuse. Son beau-père étant muté dans une église de Boston, la famille déménage dans le Massachusetts. Lynn dira que les élèves de son école de Boston avaient rendu la vie difficile à son frère et à elle en se moquant constamment de leur fort accent du Sud. Elle décide de perdre cet accent en faisant du théâtre amateur et en prenant des cours d'élocution. Elle se réjouit lorsqu'elle son beau-père est affecté à Los Angeles (où il est deviendra plus tard le dirigeant de l'Institut des sciences religieuses). Lynn a treize ans quand sa famille déménage en Californie.

### Carrière au cinéma
En cherchant un job d'été, elle repère une annonce des studios Metro Goldwyn Mayer qui recherchent des showgirls de grande taille (elle mesure 1m70) pour leur prochain film musical. Ils l'embauchent pour un petit rôle dans ce qui sera Le Tourbillon de la danse (Dancing Lady, 1933), avec pour vedette la star Joan Crawford. Lynn a alors vingt ans. Elle conserve le nom de scène qu'elle s'est choisi à quatorze ans à l'époque où elle faisait du théâtre : il est composé du prénom de la comédienne Lynn Fontanne et du nom de famille du romancier J.M. Barrie (l'auteur de Peter Pan). Après avoir lu une histoire sur la ville italienne de Bari, elle change l'orthographe de Barrie. 
Le chorégraphe des studios Fox Films, Sammy Lee, qui l'avait rencontrée sur le tournage de Le Tourbillon de la danse, lui fait signer un contrat de cinquante dollars par semaine, qui sera prolongé sur une période de quatorze ans. Après avoir suivi une formation de 18 mois à l'école du studio, elle est officiellement présentée au public le 6 août 1935, avec quatorze autres starlettes, avec le commentaire « lancées sur le chemin de la gloire cinématographique ». Elle a alors les cheveux blond platine, en vogue à cette époque.
Dans les années 1930, elle peine à décrocher des grands rôles. On lui donne invariablement des petits rôles non crédités où elle est réceptionniste ou showgirl. Cependant, quand la Fox Film fusionne en 1935 avec le studio 20th Century Fox, elle est l'une des rares actrices/acteurs à être gardée. En 1938, le studio lui invente l’étiquette publicitaire « Reine de la série B », qu’elle déteste. Redevenue brune (sa couleur naturelle), elle n'obtient toujours pas de rôles plus importants mais travaille beaucoup, dans de très nombreux films.
Sa carrière se développe dans les années 1940. Elle réussit à obtenir quelques rôles de plus grande envergure : en 1941, elle incarne Vivian Dawn, une chanteuse d'orchestre dans le film musical Tu seras mon mari (Sun Valley Serenade). Sa voix y est doublée. Ce sera considéré comme l'un de ses meilleurs films. L'année suivante, elle se retrouve enfin dans un grand film avec un grand rôle : The Magnificent Dope, où elle a pour partenaires Henry Fonda et Don Ameche. Toujours en 1942, elle revient au second drôle dans le film de guerre de Henry Hathaway : La Pagode en flammes (China Girl), avec Gene Tierney et George Montgomery. Son rôle d'espionne lui vaut une de ses meilleures critiques. Elle enchaîne avec le film musical Hello, Frisco, Hello (1943) et obtient à nouveau un grand rôle dans le film noir L'Incroyable Monsieur X (1948). 
Pendant la Seconde Guerre mondiale, un sondage mené auprès des soldats américains classe Lynn Bari deuxième pin-up la plus populaire après Betty Grable et ses célèbres jambes. Elle est alors appelée « La fille à la silhouette à un million de dollars » et « La fille féérique ».
Avec de grandes stars, elle participe en 1942 au Hollywood Victory Caravan (en), une tournée en train de deux semaines à travers les États-Unis destinée à récolter des fonds pour le soutien à l'effort de guerre. Elle sera également souvent invitée dans des programmes radiophoniques.
Elle continue de tourner des films de série B dans lesquels elle se voit généralement confier un rôle de méchante (elle en sera irritée) comme dans Shock, où elle est une infirmière homicide, et Nocturne (tous deux de 1946). Une exception, toutefois, avec The Bridge of San Luis Rey (1944). 
Alors qu’elle va avoir 40 ans, sa carrière cinématographique décroît au début des années 1950. Elle continuera cependant de travailler durant les deux décennies suivantes, avec un rythme plus lent, en jouant des personnages de matrones et non plus de tentatrices. Dans On the Loose (1951), elle incarne la mère d'un adolescent suicidaire. La même année elle tourne dans son premier film en Technicolor, L'Épreuve du bonheur (I'd Climb the Highest Mountain), de Henry King, qui sera un succès. 
Sa dernière apparition au cinéma se fera en 1968 dans The Young Runaways ; elle y incarne la mère de l'adolescente rebelle Patty McCormack

### Carrière à la télévision
Elle va alors se tourner vers le nouveau média en plein essor qu'est alors la télévision dans les années 1950 : elle joue dans la sitcom Detective's Wife, diffusée pendant l'été 1950, puis en 1952, elle tourne dans sa propre sitcom, Boss Lady, dans laquelle elle incarne une belle dirigeante d'entreprise de construction.
En 1955, elle apparaît dans l'épisode The Beautiful Miss X de la série policière City Detective au côté de Rod Cameron. 
En 1960, elle prête ses traits à la célèbre femme hors-la-loi Belle Starr dans le premier épisode de la série western Overland Trail. Ses dernières apparitions à la télévision se font dans des épisodes de Annie, agent très spécial (The Girl From U.N.C.L.E.) et Sur la piste du crime (The F.B.I.).
De ses rôles à la télévision, Lynn Bari dira : « J’ai l'air d'être une femme qui a toujours un pistolet dans son sac à main. Je suis terrifiée par les armes. Je passe d'un plateau à l'autre en tirant sur les gens et en volant des maris ! »
Lynn Bari meurt d'une attaque cardiaque en 1989, à l'âge de 75 ans. 
Elle est l'une des rares actrices/acteurs à obtenir deux étoiles sur le  Hollywood Walk of Fame (trottoir des célébrités) : l'une pour sa carrière au cinéma, l’autre pour sa carrière à la télévision.

### Vie privée
Lynn Bari a été mariée trois fois :
- De novembre 1939 au 26 novembre 1943 : à Walter Kane, un agent de studio de dix-sept ans son aîné qui deviendra cadre au studio RKO Pictures puis aide au légendaire milliardaire Howard Hughes.
- Du 28 novembre 1943 au 26 décembre 1950 : à Sidney Luft, un pilote d'essai durant la guerre et mondain qui tentera de devenir producteur de cinéma. Elle aura deux enfants de lui : une fille, morte le lendemain de sa naissance (1945) et un fils, John Michael Luft (1948).
- De 1955 au 26 juillet 1972 : au Dr. Nathan Rickles, un psychiatre plus âgé qu’elle de quinze ans.

En 2010, dans une biographie officielle écrite par l'historien Jeff Gordon intitulée Foxy Lady, un recueil d'entretiens avec l'actrice peu avant sa mort, Lynn Bari dira que, malgré une carrière de 35 ans et plus de 166 rôles au cinéma et à la télévision, la possibilité d'une carrière plus prometteuse a été sabotée par des problèmes non résolus avec sa mère alcoolique et autoritaire, et par ses propres trois mariages.

## Filmographie partielle
- 1933 : Moi et le Baron (Meet the Baron) de Walter Lang
- 1934 : L'École de la beauté (Search for Beauty) de Erle C. Kenton
- 1934 : La Soirée de Miss Stanhope (Coming Out Party) de John G. Blystone : rôle non crédité
- 1934 : Musique dans l'air (Music in the Air) de Joe May
- 1935 : Spring Tonic de Clyde Bruckman
- 1935 : Rivaux (Under Pressure) de Raoul Walsh
- 1935 : Thanks a Million de Roy Del Ruth
- 1936 : My Marriage de George Archainbaud
- 1936 : Everybody's Old Man (en) de James Flood
- 1936 : Song and Dance Man de Allan Dwan
- 1936 : 36 Hours to Kill de Eugene Forde
- 1937 : Woman Wise de Allan Dwan
- 1937 : Love is News de Tay Garnett
- 1937 : This is My Affair de William A. Seiter
- 1937 : Sing and be Happy de James Tinling
- 1937 : Wife Doctor and Nurse de Walter Lang
- 1937 : Amour d'espionne (Lancer Spy) de Gregory Ratoff
- 1937 : Nuits d'Arabie (Ali Baba Goes to Town) de David Butler
- 1938 : La Baronne et son valet (The Baroness and the Butler) de Walter Lang
- 1938 : Walking Down Broadway de Norman Foster
- 1938 : Monsieur Moto sur le ring (Mr. Moto's Gamble) de James Tinling
- 1938 : Battle of Broadway de George Marshall
- 1938 : Pour un million (I'll Give a Million) de Walter Lang
- 1938 : Josette et compagnie (Josette) de Allan Dwan
- 1938 : Speed to Burn de Otto Brower
- 1938 : Adieu pour toujours (Always Goodbye'') de Sidney Lanfield
- 1938 : Meet the Girls de Eugene Forde
- 1938 : Sharpshooters de James Tinling
- 1939 : Pardon Our Nerve de Bruce Humberstone
- 1939 : Chasing Danger de Ricardo Cortez
- 1939 : Pack Up Your Troubles de H. Bruce Humberstone : Yvonne
- 1939 : Le Retour de Cisco Kid (Return of the Cisco Kid) de Herbert I. Leeds
- 1939 : Édition de minuit (News Is Made at Night) de Alfred L. Werker
- 1939 : Hôtel pour femmes (Hotel for women) de Gregory Ratoff
- 1939 : Hollywood Cavalcade de Irving Cummings
- 1939 : City in Darkness de Herbert I. Leeds
- 1940 : City of Chance de Ricardo Cortez
- 1940 : Free Blonde and 21 de Ricardo Cortez
- 1940 : Lillian Russell de Irving Cummings
- 1940 : Earthbound de Irving Pichel
- 1940 : Quai numéro treize (Pier 13) de Eugene Forde
- 1940 : Kit Carson de George B. Seitz
- 1940 : Charter Pilot de Eugene Forde
- 1941 : Scandale à Honolulu (The Perfect Snob) de Ray McCarey
- 1941 : Arènes sanglantes (Blood and sand) de Rouben Mamoulian
- 1941 : Tu seras mon mari (Sun Valley Serenade) de H. Bruce Humberstone
- 1941 : Sleepers West d'Eugene Forde
- 1942 : Le Nigaud magnifique (The Magnificent Dope) de Walter Lang
- 1942 : Ce que femme veut (Orchestra Wives) d'Archie Mayo
- 1942 : The Night Before the Divorce, de Robert Siodmak
- 1942 : La Pagode en flammes (China Girl) de Henry Hathaway
- 1942 : Shanghaï, nid d'espions[5] (Secret Agent of Japan)
- 1943 : Hello Frisco, Hello de H. Bruce Humberstone
- 1944 : Tampico, de Lothar Mendes
- 1944 : The Bridge of San Luis Rey de Rowland V. Lee
- 1944 : Le Roi du swing (Sweet and Low-Down) de Archie Mayo
- 1945 : Capitaine Eddie de Lloyd Bacon
- 1946 : Shock d'Alfred L. Werker
- 1946 : Margie d'Henry King
- 1946 : Nocturne d'Edwin L. Marin
- 1946 : Maman déteste la police (Home Sweet Homicide) de Lloyd Bacon
- 1948 : L'Incroyable Monsieur X (The Amazing Mr. X) de Bernard Vorhaus
- 1951 : L'Épreuve du bonheur (I'd Climb the Highest Mountain) de Henry King
- 1951 : Sunny Side the Street de Richard Quine
- 1952 : Qui donc a vu ma belle ? (Has Anybody Seen My Gal?) de Douglas Sirk
- 1955 : Deux Nigauds et les flics (Abbott and Costello Meet the Keystone Kops) de Charles Lamont
- 1958 : Raid contre la pègre (Damn Citizen) de Robert Gordon
- 1962 : Trauma de Robert Malcolm Young

## Source
livres
- (en) Movie Stars of the '40s de David Ragan ; Éditeur : Simon & Schuster (1er août 1985), 408 pages ;  (ISBN 0136049842)
- (en) Foxy Lady: The Authorized Biography of Lynn Bari de Jeff Gordon ; Éditeur : BearManor Media (10 mai 2010), 500 pages ;  (ISBN 1629330426)

internet
- (en) Biographie de Lynn Bari